# Wilbur Smith
Wilbur Addison Smith (Broken Hill, 9 gennaio 1933 – Città del Capo, 13 novembre 2021) è stato uno scrittore zambiano naturalizzato sudafricano, di origini britanniche.
Ha raggiunto il successo nel 1964 con Il destino del leone. Considerato l'incontrastato «maestro dell'avventura» e uno dei massimi autori di bestseller, i suoi libri hanno venduto oltre 140 milioni di copie nel mondo, di cui circa 25 milioni solo in Italia. Il Times lo ha definito «un autore di culto, uno di quei punti di riferimento cui gli altri scrittori vengono continuamente paragonati». La maggior parte dei suoi romanzi è legata all'Africa, sua terra natale.
Molti dei suoi romanzi sono ambientati nel periodo che va dalla seconda parte del XVII secolo alla prima parte del XX secolo e raccontano gli insediamenti nelle zone meridionali dell'Africa, contribuendo a spiegare l'ascesa e l'influenza storica dei coloni inglesi e olandesi in quei territori. Tra i suoi maggiori successi vanno citati Il destino del leone, La spiaggia infuocata, Il dio del fiume, Il settimo papiro, Come il mare.

## Biografia
Nato a Broken Hill il 9 gennaio 1933 nell'allora Rhodesia del Nord da Herbert James Smith e da Elfreda Lawrence, ha studiato alla Natal and Rhodes University, conseguendo la laurea in scienze commerciali nel 1954. Dopo la laurea si è associato alla Goodyear Tyre and Rubber Co. di Port Elizabeth, dove ha lavorato come contabile dal 1954 al 1958. Successivamente ha lavorato dal 1958 al 1963 alla H.J. Smith and Son Ltd di Salisbury, ex Rhodesia, oggi Zimbabwe.
Le prime esperienze letterarie di Smith non hanno avuto successo: tutti gli editori sudafricani ed europei, circa una ventina, rifiutarono di pubblicare i suoi scritti, fino a quando un editore di Londra decise di contattarlo. Incoraggiato da questo stimolo, Smith iniziò a scrivere libri incentrati su tutto ciò che meglio conosceva e amava: la foresta, gli animali selvaggi, le montagne impervie, le dolci colline del Natal, l'oceano, la vita degli indigeni, la storia della scoperta dell'Africa meridionale, la lunga e travagliata strada verso l'abbandono dell'apartheid e il ritorno nella comunità internazionale. Il suo primo libro è stato Il destino del leone, iniziatore della fortunata serie che prende il nome di Ciclo dei Courtney.
A questo hanno fatto seguito altri 34 libri. Ha sposato quattro donne diverse: Juliette Sabert nel 1964, poi Anne (da cui ha avuto due figli, Shaun e Christian), nel 1971 si sposa per la terza volta con Danielle Antoniette Thomas ("Dee Dee"), anch'essa scrittrice, che è stata la maggiore ispiratrice di molti romanzi dell'autore ed è morta di tumore al cervello nel 1999. Ha contratto il quarto matrimonio con Mokhiniso Rakhimova, che è stata per lui una sorta di manager. Wilbur Smith, che ha più volte dichiarato di mantenere un profondo legame con l'Africa, ha vissuto per un lungo periodo a Londra.
È morto improvvisamente, all'età di 88 anni, il 13 novembre 2021 nella sua casa di Città del Capo.
Nel corso della sua pluridecennale carriera è stato l'autore di 36 romanzi e un'autobiografia. Al 2023 sono stati inoltre pubblicati, insieme a dieci (co)autori – Corban Addison, Tom Cain, Mark Chadbourn, Keith Chapman & Steve Cole, David Churchill, Tom Harper, Giles Kristian, Imogen Robertson, Chris Walking – altri 22 titoli. Nell'universo Smith si contano un totale di 59 progetti editoriali a suo nome (di cui 7 non ancora tradotti in italiano).

## Opere

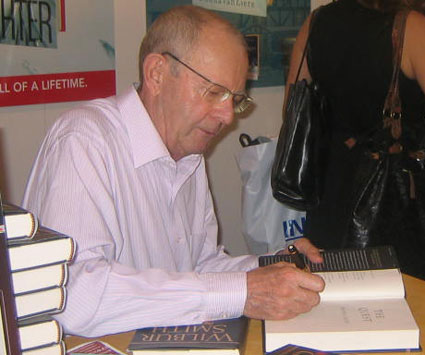
Wilbur Smith

### Ciclo dei Courteney

#### I Courteney Atto I (XVII - XVIII secolo)
- 1997 - Uccelli da preda (Birds of Prey), Longanesi, 1997; Tea, 1999.
- 2015 - Il leone d'oro (Golden Lion), con Giles Kristian, Longanesi, 2015.
- 1999 - Monsone (Monsoon), Longanesi, 1999; Tea, 2001.
- 2017 - Il giorno della tigre (The Tiger's Prey), con Tom Harper, Longanesi, 2017.
- 2003 - Orizzonte (Blue Horizon), Longanesi, 2003; Tea, 2005.
- 2019 - Il fuoco della vendetta (Ghost Fire), con Tom Harper, HarperCollins, 2020.
- 2022 - Onda di tempesta (Storm Tide), con Tom Harper, HarperCollins, 2024.
- 2023 - (Nemesis), con Tom Harper.
- 2024 - (Warrior King), con Tom Harper.

#### I Courteney Atto II (XIX - XX secolo)
- 1964 - Il destino del leone (When the Lion Feeds), Longanesi, 1964; Mondadori, 1981; Tea, 1992
- 1966 - La voce del tuono (The Sound of Thunder), Longanesi, 1983; Tea, 1990
- 1977 - Gli eredi dell'Eden (A Sparrow Falls), Longanesi, 1977; Mondadori, 1981, Tea, 1994

#### I Courteney Atto III (XX secolo)
- 1985 - La spiaggia infuocata (The Burning Shore), Longanesi, 1985; Mondadori, 1988; Tea, 1993.
- 1986 - Il potere della spada (Power of the Sword), Longanesi, 1987; Mondadori, 1989; Tea, 1994.
- 1987 - I fuochi dell'ira (Rage), Longanesi, 1987; Tea, 1990.
- 1989 - L'ultima preda (A Time to Die), Longanesi, 1989; Tea, 1992.
- 1990 - La volpe dorata (Golden Fox), Longanesi, 1990; Tea, 1993.

### I Courteney incontrano i Ballantyne
- 2005 - Il trionfo del sole (The Triumph Of The Sun), Longanesi, 2005; Tea, 2006.
- 2019 - Re dei re (King of kings), con Imogen Robertson, HarperCollins, 2019.
- 2024 - (Fire on the Horizon), con Imogen Robertson.
- 2009 - Il destino del cacciatore (Assegai), Longanesi, 2009.
- 2017 - Grido di guerra (War Cry), con David Churchill, Longanesi, 2018.
- 2018 - La guerra dei Courtney (Courtney's War), scritto con David Churchill, HarperCollins, 2019.
- 2021 - Eredità di guerra (Legacy of War), con David Churchill, HarperCollins, 2022.
- 2025 - (Crossfire), con David Churchill

### Ciclo dei Ballantyne
- 2020 - Il richiamo del corvo (Call of the Raven), scritto con Corban Addison, HarperCollins, 2020.
- 1980 - Quando vola il falco (A Falcon Flies o Flight of the Falcon), Longanesi, 1980; Mondadori, 1989; Tea, 1995.
- 1981 - Stirpe di uomini (Men of Men), Longanesi, 1981; Mondadori, 1989; Tea, 1996.
- 1982 - Gli angeli piangono (The Angels Weep), Longanesi, 1982; Mondadori, 1989; Tea, 1994.
- 1984 - La notte del leopardo (The Leopard Hunts in Darkness), Longanesi, 1985; Tea, 1988.

### Romanzi egizi

#### Primo ciclo egizio
- 1993 - Il dio del fiume (River God), traduzione di Roberta Rambelli, Milano, Longanesi, 1993; Milano, Tea, 2003.
- 1995 - Il settimo papiro (The Seventh Scroll), traduzione di Roberta Rambelli, Milano, Longanesi, 1995; Milano, Tea, 1999.
- 2001 - Figli del Nilo (Warlock), traduzione di Lidia Perria, Milano, Longanesi, 2001; Milano, Tea, 2004.
- 2007 - Alle fonti del Nilo (The Quest), traduzione di Giampiero Hirzer, Milano, Longanesi, 2007; Milano, Tea, 2008.
- 2014 - Il dio del deserto (Desert God), traduzione di Sara Caraffini, Milano, Longanesi, 2014; Milano, Tea 2016.
- 2016 - L'ultimo faraone (Pharaoh), traduzione di Sara Caraffini, Milano, Longanesi, 2017; Milano, Tea, 2019.

#### Secondo ciclo egizio
- 2021 - Il nuovo regno (The New Kingdom), scritto con Mark Chadbourn, trad. di Sara Caraffini, Milano, HarperCollins, 2021.
- 2022 - Lotta fra titani (Titans of War), scritto con Mark Chadbourn, trad. di Sara Caraffini, Milano, HarperCollins, 2022.
- 2023 - Il segreto di Imhotep (Testament), scritto con Mark Chadbourn, traduzione di Sara Caraffini, Milano, HarperCollins, 2023.
- 2025 - (House of Two Pharaohs) con Mark Chadbourn

### Ciclo Hector Cross
- 2011 - La legge del deserto (Those in Peril), Longanesi, 2011.
- 2013 - Vendetta di sangue (Vicious Circle), Longanesi, 2013.
- 2016 - La notte del predatore (Predator), con Tom Cain, Longanesi, 2016.

### Altri romanzi
- 1965 - L'ombra del sole (The Dark of the Sun), Longanesi, 1965; Tea, 1991.
- 1968 - Ci rivedremo all'inferno (Shout at the Devil), Garzanti, 1968; Longanesi, 1998; Tea, 2000.
- 1970 - Una vena d'odio (Gold Mine oppure Gold), Mondadori, 1970; Longanesi, 1991; Tea, 1997.
- 1971 - Cacciatori di diamanti (The Diamond Hunters), Longanesi, 1971; Tea, 1997 ISBN 88-7819-753-X.
- 1972 - L'uccello del sole (The Sunbird), Longanesi, 1990; Tea, 1992.
- 1974 - Un'aquila nel cielo (Eagle in the Sky), Longanesi, 1974; Mondadori, 1988; Tea, 1993.
- 1975 - Sulla rotta degli squali (The Eye of the Tiger), Mondadori, 1979; Longanesi, 1992; Tea, 1997.
- 1976 - Dove finisce l'arcobaleno (Cry Wolf), Longanesi, 1984; Tea, 1991.
- 1978 - Come il mare (Hungry As the Sea), Longanesi, 1978; Mondadori, 1982; Tea, 1995.
- 1979 - L'orma del Califfo (Wild Justice), Longanesi, 1982; Mondadori, 1984; Tea, 1990.
- 1991 - Il canto dell'elefante (Elephant Song), Longanesi, 1991; Tea, 1994.
- 2018 - Leopard Rock. L'avventura della mia vita (On Leopard Rock: A Life of Adventures), HarperCollins, 2018.

### Ciclo di Jack Courtney
- 2020 - Tempesta (Cloudburst), scritto con Chris Wakling, HarperCollins, 2021.
- 2021 - Fulmine (Thunderbolt), scritto con Chris Wakling, HarperCollins, 2021.
- 2022 - Onda d'urto (Shockwave), scritto con Chris Wakling, HarperCollins, 2022.

### Ciclo Ralph & Robin Ballantyne
- 2022 - (Prey Zone), con Keith Chapman & Steve Cole
- 2023 - (Prey Zone.The Serpent's Lair), con Keith Chapman & Steve Cole
- 2023 - (Prey Zone: the Scorpion's Sting), con Keith Chapman & Steve Cole

## Filmografia
- 1968 - Buio oltre il sole (The Mercenaries o Dark of the Sun)
- 1972 - The Last Lion
- 1974 - Gold - Il segno del potere (Gold)
- 1975 - The Kingfisher Caper
- 1976 - Ci rivedremo all'inferno (Shout at the Devil)
- 1991 - La montagna dei diamanti (Mountain of Diamonds) - film TV
- 1994 - L'orma del Califfo (Wild Justice) - film TV
- 1999 - Il settimo papiro (The Seventh Scroll) - miniserie TV
- 2001 - The Diamond Hunters - miniserie TV